# Pływanie na Letnich Igrzyskach Olimpijskich 1900 – pływanie podwodne
Konkurencja pływanie podwodne na Letnich Igrzyskach Olimpijskich 1900 w Paryżu odbyła się 12 sierpnia 1900. W zawodach wzięło udział 14 pływaków z 4 państw. Na późniejszych igrzyskach nie rozgrywano już tej konkurencji.

## Wyniki
Wynik otrzymywało się dodając po jednym punkcie za każdą sekundę oraz po dwa za każdy przepłynięty metr pod wodą.
| Poz.   | Zawodnik             | Kraj                 | Wynik | Czas | Odległość |
| ------ | -------------------- | -------------------- | ----- | ---- | --------- |
| złoto  | Charles Devendeville | Francja              | 188,4 | 68,4 | 60,00     |
| srebro | André Six            | Francja              | 185,4 | 65,4 | 60,00     |
| brąz   | Peder Lykkeberg      | Dania                | 147,0 | 90,0 | 28,50     |
| 4.     | de Romand            | Francja              | 145,2 | 50,2 | 47,50     |
| 5.     | Léon Tisserand       | Francja              | 109,5 | 48,0 | 37,50     |
| 6.     | Hans Aniol           | Cesarstwo Niemieckie | 103,9 | 30,0 | 36,95     |
| 7.     | Menault              | Francja              | 103,4 | 38,4 | 32,50     |
| 8.     | Louis Marc           | Francja              | 100,0 | 32,0 | 34,00     |
| 9.     | Paul Peyrusson       | Francja              | 91,6  | 29,6 | 31,00     |
| 10.    | Paul Kaisermann      | Francja              | 88,8  | 56,8 | 16,10     |
| 11.    | Jean Leclerq         | Francja              | 88,0  | 28,0 | 30,00     |
| 12.    | Chevrand             | Francja              | 72,0  | 32,0 | 20,00     |
| 13.    | Alois Anderlé        | Austria              | 69,4  | 22,4 | 23,50     |
| 14.    | Eucher               | Francja              | 66,0  | 23,0 | 21,50     |